# Microtus hyperboreus
Microtus hyperboreus és una espècie de mamífer rosegador de la família dels cricètids. És endèmic de Rússia (Sibèria i Extrem Orient). El seu hàbitat natural són els marges de rius situats en zones d'estepa seca. A l'estiu s'alimenta principalment d'herba. Es desconeix si hi ha cap amenaça significativa per a la supervivència d'aquesta espècie. El seu nom específic, hyperboreus, significa ‘hiperbori’ en llatí.